# Colne (Essex)
Pour les articles homonymes, voir Colne.
La Colne est une rivière d'Angleterre dans le comté d'Essex.

## Descriptif
Elle prend sa source près de Steeple Bumpstead et s'écoule du Nord-Ouest au Sud-Est par Great Yeldham, Colchester, Wivenhoe et Brightlingsea où elle se jette dans la mer du Nord.
Elle est navigable à partir de Colchester.